# مارك ديفيز (لاعب اتحاد الرغبي)
مارك ديفيز (بالإنجليزية: Mark Davies)‏ هو لاعب اتحاد الرغبي بريطاني، ولد في 9 يوليو 1958 في Maesteg ‏ في المملكة المتحدة.